# Rittempierre
Le ou la Rittempierre est un massif gréseux prenant ses assises dans les couches permiennes de Saint-Dié qui, par leurs couleurs rouges caractéristiques, lui ont donné son nom original. 

## Géographie

### Situation
Culminant sur un replat allongée à 611 mètres, le sommet en grès vosgien domine de plus de 220 mètres la dépression de la Bure à l'ouest et une partie de la haute vallée du Robache. Accolé à la roche des Corbeaux qui s'élève à 669 mètres, il forme la principale rampe orientale de la dépression de La Bure délimitée à l'Ouest par le plateau de la Bure et la tête du Villé.

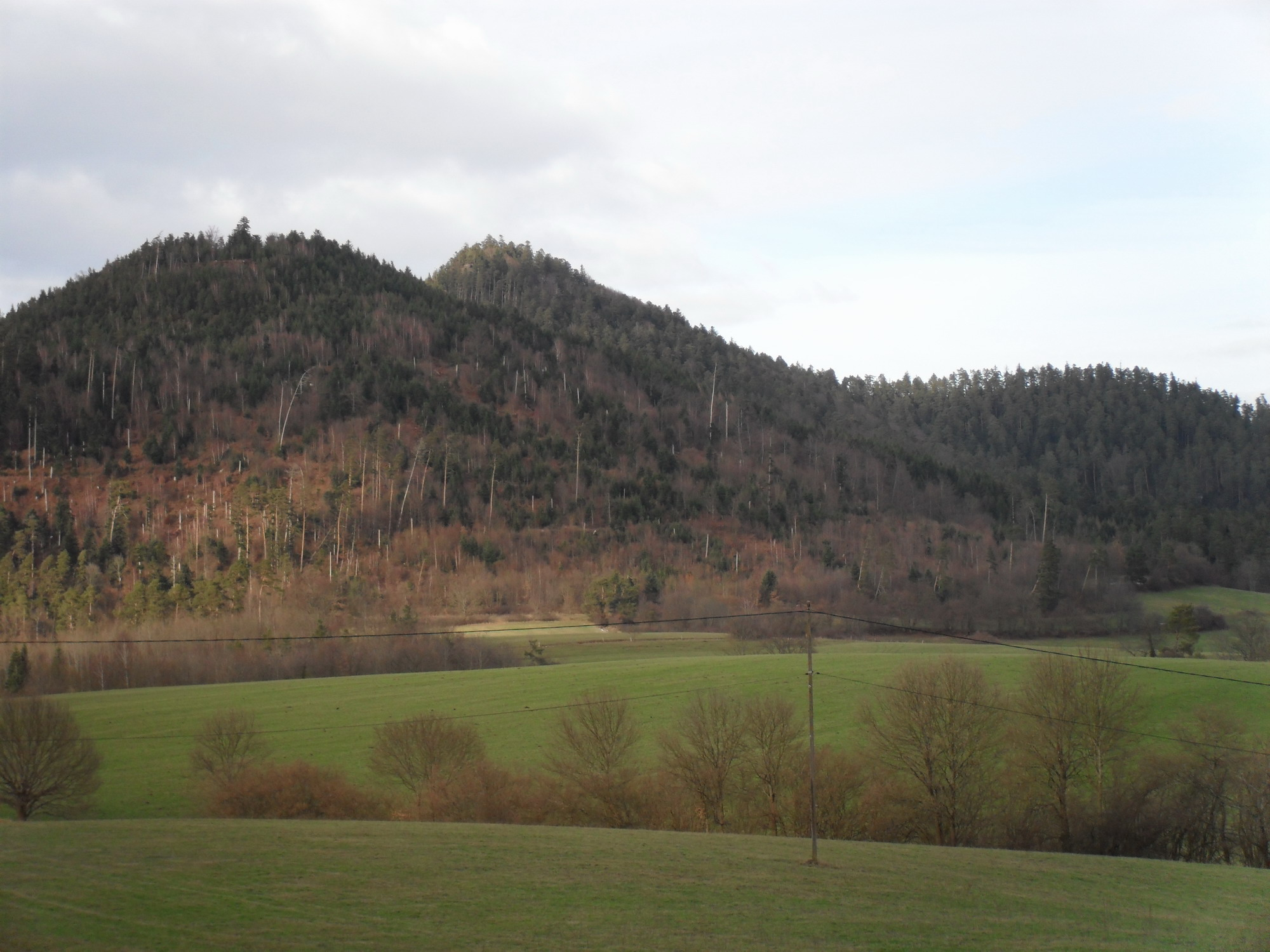
Rittempierre au premier plan, au second s'esquisse la roche des Corbeaux et le col du Bon Dieu.

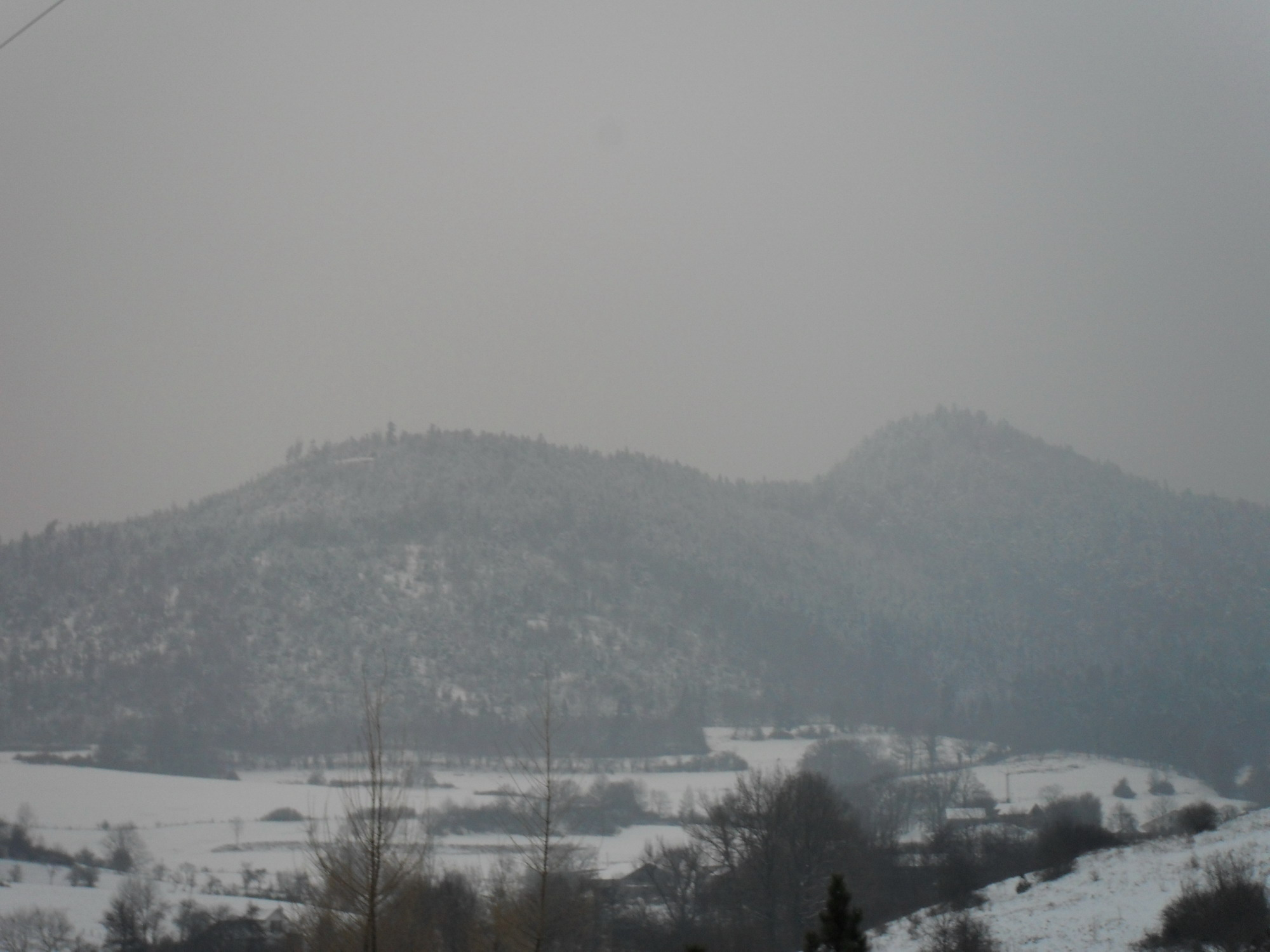
De gauche à droite : Rittempierre et la roche des Corbeaux vers le col du Bon Dieu en hiver.

Comme aimait le rappeler le géologue amateur Pierre Schwinte, les anciens montagnards l'avaient nommé parmi les sept collines de Saint-Dié. Le Rittempierre associé tacitement à la roche des Corbeaux rejoignait l'Ortimont, la Bure, Saint-Martin, le Kemberg, la Madeleine et l'Ormont. À la différence des derniers grands massifs cités et comme les massifs proches de l'Ortimont et de la roche Saint-Martin séparés par des cols, il est situé entièrement sur le territoire communal de Saint-Dié-des-Vosges.

### Forêt
La raideur des versants et la très vieille altération des sols expliquent la sensibilité de la couverture boisée aux vents violents et la difficulté d'obtenir un dense sous-bois par sylviculture.

## Toponymie et frontière ancienne
La tradition orale des anciens montagnards désigne Rittempierre communément au féminin ou sans article. Mais l'usage séculaire de l'associer au versant et au massif surplombant le versant habité de la vallée du Robache, notamment au Pont des Raids, a en partie masculinisé en français le toponyme.
Rittempierre provient directement par évolution phonétique du gallo-romain ruthena petra ou moins probablement de la forme latinisée rutilans petra, soit pierre rouge avec l'adjectif antéposé. Cette pierre rouge ne désigne que les roches rouges du bassin permien de Saint-Dié qui affleurent facilement. Le versant au soleil du Rittempierre surplombant la vallée de Robache semble avoir été cultivé fort haut, sous forme de terrasses à l'instar du rain Champs Côte, c'est-à-dire des versants de la côte ensoleillée sous la tête du Villé et le plateau de la Bure.
La Rouge Pierre est un toponyme de maison ou un repère borné marquant de temps immémorial la limite entre le ban saint Dié et les entités à l'aval de la Meurthe. Cette borne est dû également à la couleur des mêmes roches permiennes, mais il a évolué suivant les époques, communément employé dans les procès incessants de rivalités communautaires ou de rencontres officielles des autorités. Il n'est pas impossible que Rittempierre ait été sur cette même antique limite car Marzelay, de mansilia, la petite manse n'a été rattachée qu'en 1177 avec les Trois Villes au ban de la collégiale saint Dié. La frontière se délimitait à la vue entre Rittempierre et sommet de l'Ortimont, aujourd'hui tête saint Roch, puis à partir de là, vers Rouge Pierre en passant par la Croisette. La vallée de Robache avec sa mairie a longtemps formé une entité autonome tout en appartenant au ban saint Dié.